# Corydalis bosbutooensis
Corydalis bosbutooensis là một loài thực vật có hoa trong họ Anh túc. Loài này được Lazkov mô tả khoa học đầu tiên năm 2006.